# Ісахая

Ісаха́я (яп. 諫早市, いさはやし, МФА: [isahaja ɕi̥]?) — місто в Японії, в префектурі Нагасакі.     Отримало статус міста 1940 року. Площа становить 321,25 км². Станом на 1 серпня 2011 року населення складало 140 613  осіб, густота населення — 438 осіб/км².     

## Історія
1637 року на територію майбутнього міста Ісахая охопило Шімабарське повстання. Його організували селяни, колишні християни, що збунтувалися про релігійного гніту, високих податків та голоду. 1638 року японські урядові війська жорстоко придушили повстання, винищивши близько 30 тисяч осіб.
Ісахая отримала статус міста 1 вересня 1940 року.